# シェイクスピアの庭
『シェイクスピアの庭』（シェイクスピアのにわ、All Is True）は2018年のイギリスの歴史映画。監督・主演はケネス・ブラナー、出演は他にジュディ・デンチとイアン・マッケランなど。演劇界を退いたシェイクスピアの晩年の日々を描いている。

## ストーリー
1613年、『ヘンリー八世』の上演中に火災が発生し、グローブ座が全焼してしまった。それをきっかけに、ウィリアム・シェイクスピアは引退を決意し、故郷のストラトフォード＝アポン＝エイヴォンに帰ることにした。
本作は引退したシェイクスピアが亡くなるまでの3年間を描き出していく。

## キャスト
※括弧内は日本語吹替声優。
- ウィリアム・シェイクスピア: ケネス・ブラナー（菅生隆之） - 引退した劇作家。
- アン・ハサウェイ: ジュディ・デンチ（谷育子） - ウィリアムの年上の妻。
- サウサンプトン伯爵: イアン・マッケラン（羽佐間道夫） - ウィリアムのパトロン。
- スザンナ・シェイクスピア: リディア・ウィルソン（英語版）（熊谷海麗） - ウィリアムの長女。
- ジュディス・シェイクスピア（英語版）: キャスリン・ワイルダー（木村香央里） - ウィリアムの次女。
- エドワード・ウールマー: ジミー・ユール - 牧師。
- ベン・ジョンソン: ジェラード・ホラン（英語版） - ウィリアムの親友の劇作家で詩人。
- ジョン・ホール: ハドリー・フレイザー - スザンナの夫。医師。清教徒。
- トマス・ルーシー（英語版）: アレックス・マックイーン（英語版） - 地元の国会議員。
- レイフ・スミス: ジョン・ダグリーシュ（英語版） - 服飾小間物商人。スザンナの不倫相手。
- トム・クワイニー（英語版）: ジャック・コルグレイヴ・ハースト - 酒などの貿易商。プレイボーイ。ジュディスの夫に。
- ジョン・レイン: ショーン・フォーリー（英語版） - スザンナの不倫を告発した男。
- アーロン役の俳優: ノンソー・アノジー - ウィリアムがジョン・レインに話をした際のイメージ映像に登場。

## 製作・公開
2018年10月30日、ケネス・ブラナー監督がウィリアム・シェイクスピアの最晩年を描いた作品を極秘に撮了しており、ソニー・ピクチャーズ クラシックスがその配給権を購入していたと報じられた。同日、パトリック・ドイルが本作で使用される楽曲を手掛けるとの報道があった。12月5日、本作のオフィシャル・トレイラーが公開された。21日、本作は第91回アカデミー賞へのノミネート資格を得るべく、アメリカ合衆国で限定公開された。2019年1月4日、本作はパームスプリングス国際映画祭で上映された。2月8日、本作のサウンドトラックが発売された。

## 評価
本作は批評家から好意的に評価されている。映画批評集積サイトのRotten Tomatoesには113件のレビューがあり、批評家支持率は71%、平均点は10点満点で6.55点となっている。サイト側による批評家の見解の要約は「キャスト陣は見事で、画面は美しい。『シェイクスピアの庭』はシェイクスピアの最期の日々の悲哀を表現している。」となっている。また、Metacriticには32件のレビューがあり、加重平均値は59/100となっている。